# Matrices progresivas de Raven

Ejemplo de ítem al estilo del test de Raven, en donde el evaluado debe identificar cuál es la figura faltante.

Las matrices progresivas de Raven (conocido simplemente como test de Raven, Raven's Progressive Matrices en inglés) es una prueba no verbal usada para medir la inteligencia humana en general y el razonamiento abstracto y es visto como una forma de medición de la inteligencia fluida. Es una de las pruebas más comunes administradas tanto a grupos como a individuos a partir de los cinco años en adelante. Se compone de sesenta preguntas con respuestas cerradas, es decir, con una sola opción correcta de entre varias propuestas, que están listadas de forma que van creciendo en dificultad. Este formato fue diseñado para medir la habilidad de raciocinio del evaluado, el componente educativo ("doble sentido") de la escala Spearman g  (g es a menudo referido como inteligencia general). El test fue desarrollado originalmente por John C. Raven en 1936. En cada ítem, al evaluado se le indica que identifique la pieza que falta para completar un patrón. Los ítems son presentados en las medidas de matriz 6×6, 4×4, 3×3 o de 2x2, dándole al test su nombre. El test consiste en una serie de formas geométricas universales e identificables independientemente del nivel educativo. La consigna verbal es única y no requiere de ningún tipo de capacidad de escribir o hablar para la correcta realización del mismo, puesto que consiste simplemente en completar la matriz que se presenta con uno de los elementos o patrones mostrados entre las diferentes respuestas disponibles.